# クサレケカビ
クサレケカビ(Mortierella)は、クサレケカビ目に属するカビの一群である。かつて接合菌門接合菌綱に含めた。柱軸のない胞子嚢を形成するのが特徴である。主として土壌に生息し、世界中に多くの種がある。

## 栄養体

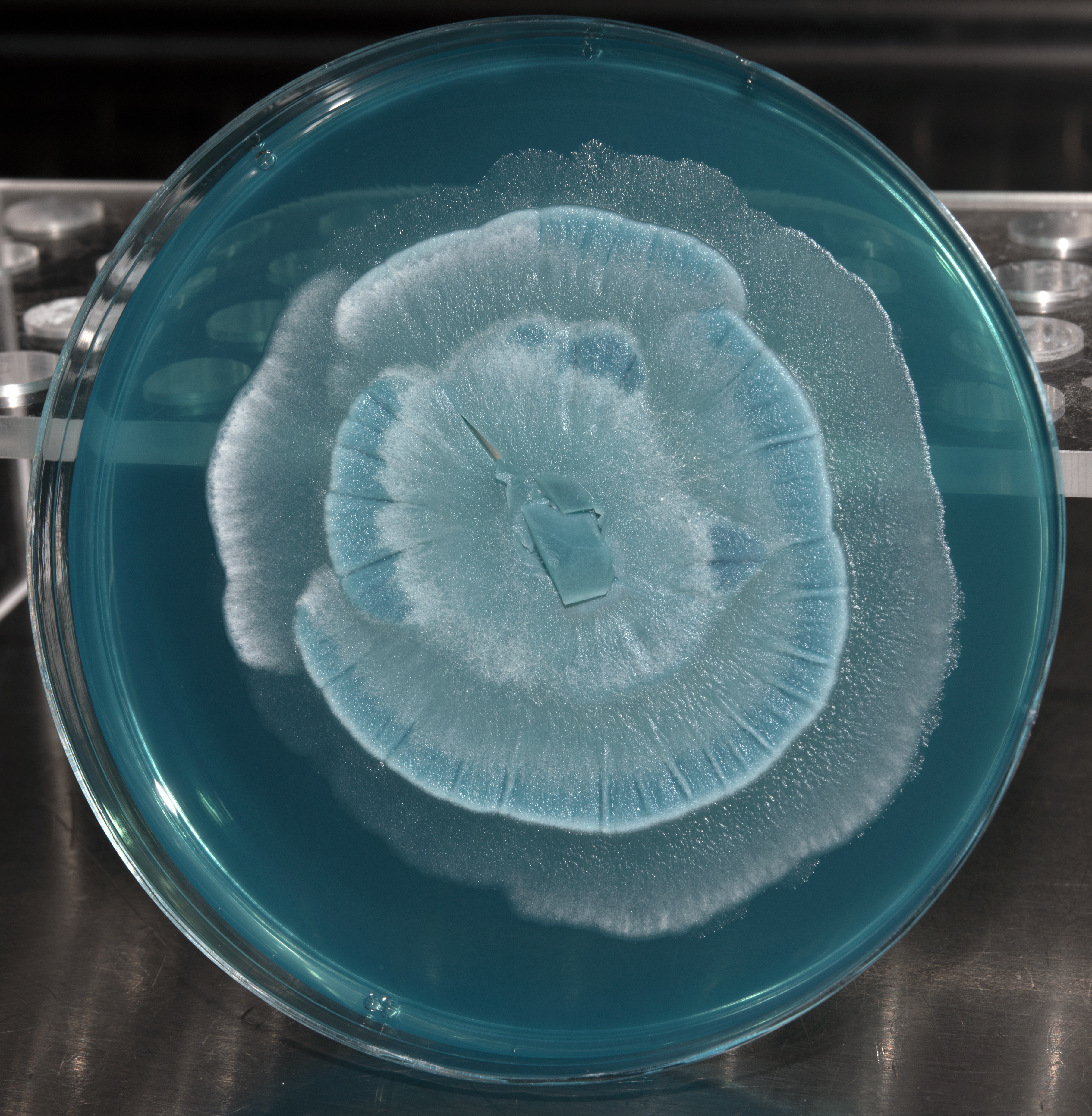
寒天培地上のコロニー(種名不詳)

菌糸がよく発達した菌糸体を形成する。寒天培地上では成長は早く、シャーレ内一面に薄い色のコロニーを形成し、その表面に舌状の斑紋を表すことがよくある。往々にしてニンニク臭がする。培地内と表面に菌糸を発達させ、次第に気中菌糸も伸ばす。

## 無性生殖
無性生殖器官としては胞子嚢を形成する。胞子嚢はほぼ球形で、胞子嚢壁はごく薄い。普通は多くの胞子嚢胞子を中に含む。
胞子嚢柄は気中菌糸の上に出て、基質菌糸から出ることはない。大型の胞子嚢を作るものでは、その作られる元の菌糸よりはるかに太い柄が出てくるものがある。胞子嚢柄は分枝するものも、しないものもあるが、ケカビのようにやたらと細長くなって、側面から際限なく分枝する、というようなことはなく、比較的まとまった、それぞれに特徴的な枝振りを示す。主軸が分枝しないもの、主軸が明確で、独特の側枝を出すもの、基部で仮軸状に分枝するものなど、実に様々である。一部のものは、柄の基部に仮根を生じる。分枝や仮根の特徴は、種の区別にも使われる。
特徴的なのが、胞子嚢の中心部に柱軸を欠くことである。一般のケカビ等では、多胞子の胞子嚢には中央に胞子にならない部分を生じ、これを柱軸と言う。胞子嚢の膜と柱軸の壁の間に胞子が詰まっていて、胞子嚢の膜が壊れて胞子が放出されると、後には柱軸が胞子嚢柄の先端に一回り小さい胞子嚢のような形で残るのが普通である。しかしクサレケカビの場合、胞子嚢柄の先端に丸く膨らんで形成される胞子嚢の内部は、すべて胞子となる。胞子の分散した後の胞子嚢柄の先端は、折れたような切り口に、胞子嚢壁の跡を示すわずかな襟状の構造（カラー）が残るのが普通である。
また、胞子嚢の中にはいる胞子の数が三個とか四個とかごく少数の場合や、単胞子性の場合もある。少数個の場合、外見上も丸っぽい胞子がかたまった形で、見かけでそれぞれの胞子の形が見えて、球形には見えないものがある。
他に、菌糸から短い枝を出し、その先に単細胞の胞子様のものをつけるものがあり、これをスチロスポア(Stylospore)と呼んでいる。中にはこの胞子のみを形成し、胞子嚢をつけないものもある。これは単胞子の胞子嚢に由来するとも、厚膜胞子に類するものとも考えられている。
なお、明らかに厚膜胞子であるものも知られており、さらに、厚膜胞子のみを形成するものも知られている。その場合、分類が非常に困難であるが、コロニーの特徴等からクサレケカビ属に含まれるものと判断された例がある。

## 有性生殖
有性生殖は配偶子嚢接合によって接合胞子嚢が形成されるという、接合菌の共通の型である。
多くの種は自家不和合性であるが、自家和合性の種も知られている。実際には接合胞子嚢が未知である種の方が多い。接合胞子のうが知られている種では、適合する菌糸が互いに接触した後、菌糸の先から配偶子のうが発達して、その先端で接合して、配偶子のうで支えられた形で接合子のうが形成される。ただし、両側の菌糸の枝の一部が配偶子のうとなって融合するのではなく、片方の細胞の内容が他方に流れ込んで、そこに接合胞子のうが作られるのが特徴のようである。配偶子のうにははっきりとした大小の差が見られる。接合菌類で、性の分化が見られるのは他に多くない。
接合胞子のうは球形で、表面は滑らかである。一部の種では、接合胞子のうが菌糸に包まれる。

## 生育環境・培養など
糞から分離される種もあるが、ほとんどの種が土壌から発見される。森林はもちろん、耕作地であれ草原であれ、ほとんどの土壌からは、何種類かのクサレケカビ属の種が発見される。
純粋培養する場合には、通常の培地でよく成長し、胞子形成をする。しかし、培養を続けるにつれて、菌糸は成長するものの、次第に胞子を形成しなくなる傾向がある。培地中に土壌抽出液を混ぜると、この傾向はやや薄らぐと言う。
なお、一般に土壌等の試料からの微生物の分離培養は、室温と称して25℃で行われるのが通例であるが、森林土壌の温度は、温帯においてはこれよりかなり低いはずである。それを踏まえて、より低温で分離培養をしたところ、この属の目新しい種が多数分離できたとの報告がある。
また、一部の種では、土壌中の甲殻類（ダンゴムシなど）の死体があると、その周囲で盛んに接合胞子を形成することが知られている。このことは、その菌が土壌中の特定の基質と深い関連をもつ生活史を持っていることを示す。他にもそのような性質を持つものもあるのかもしれない。
しかしながら、このような個々のカビの種の生態的特徴や土壌内の個別の構造とのかかわりなどはほとんど研究が進んでいない分野である。新鮮な落葉や枯れ枝からの分解過程の研究等においては、クサレケカビ類はあまり顔を出さない。ただ、土壌の生活に特化した常在的な菌であることは確かのようである。今後の研究を待たねばならない。

## 分類
胞子嚢を形成すること、菌糸体が発達することなどから、ケカビ目に含めるのが当然と考えられてきた。クサレケカビ科として独立させるのが通例である。
種類が多く、形態も多様であるので、いくつかの節に分けることがよく行われる。あるいは、それに基づいて多くの細分属が提案され、また別属とされたものがこの属に組み入れられ、といった経過が多数ある。近縁な別属と考えられていたものにHaplosporangium（ごく短い胞子の上の先端に1-2個の胞子を含む胞子のうをつける）、Dissophora（先端成長する菌糸から多数の胞子のうを出す）などがある。これらはクサレケカビ属に含められることも多い。他方、他の科に含められてきたことも多いのがEchinosporangium（先端に刺のある細長い胞子のうを持つ）、Aquamortierella（ケカビ類で唯一の水中性）などで、いずれも一種のみからなる希少なカビである。これらの扱いは必ずしも確定していないが、この科に含める場合もある。

### MicromucorあるいはUmbelopsisについて
クサレケカビ属に長らく含まれながら、異質性を度々指摘されていたのが、Isabellina節に含められたものである。この類は、胞子のう柄の基部にある細胞が仮軸状に分枝し、そこから真っすぐな胞子のう柄を伸ばすのが特徴である。丸い胞子嚢をつけ、柱軸がほとんど発達しない点ではクサレケカビ属の特徴と一致するものの、培地上では気中菌糸を形成せず、培地上に密なコロニーを作り、一面に胞子嚢を出し、往々にして赤などの濃い色になる点、種によっては胞子のうに柱軸をわずかに形成するなど、多くの点で一般的なクサレケカビ属の種とは異質である。独立させてMicromucor属とし、ケカビ科に移すという提案もあった。
ところが、ここにUmbelopsisという不完全菌として記載された属がある。根元で仮軸状に分枝した細胞から分生子柄が伸び、その先端に丸い単細胞の分生子をつけるというものである。これについては単胞子の胞子嚢をつけた接合菌ではないかとの説もあったが、これを接合菌と見なして多胞子の胞子のうをつける種がこの属のもとで1980年代に記載されたことから、明らかに接合菌と見なされるようになった。そうして改めて見直すと、この菌の形態は件のMicromucorに近いものである。このことから、この両者の間に混乱が生じている。
2000年以降ではMicromucorをウンベロプシス (Umbelopsis)に含める提案がなされている。さらに、これをウンベロプシス科として独立させる説も浮上している。

### 新しい位置付け
そして、本来のクサレケカビ科であるが、これについては現在、ケカビ目から外し、クサレケカビ目として独立させるという説が提示されている。これは、分子遺伝学的情報に基づくもので、それによると、この類はケカビ目の群には含まれず、むしろアツギケカビ目のものに近縁なものであり、この両者は別の系統に属する（細矢編、(2008)、）。なお、ウンベロプシス科はクサレケカビと切り離してケカビ目へ入れるという扱いである。この点に関しては、この類の接合胞子嚢が観察されていないことも、問題を難しくしている。

### 代表的な種
現在、世界で約100種が記録されている。それぞれの種の判断には疑問もあるが、今後も多くの種が記載される可能性がある。代表的なものを示す。
代表的な種（節の分類はGams,1977による）
- Sect. Simplex：胞子のう柄は分枝せず、高さ200μmを越える。多胞子の胞子のう

M.globulifera・M. tuberosa・M.pilulifera・M. strangulata・M.simplex・M.rostafinskii
- Sect. Alpina：背は低くて高さ150μm以下で、先細りの柄の先に多胞子の胞子のう

M. alpina・M. horticola・M. polygonia・M.antarctica・M.globalpina
- Sect. Hygrohyla：背は低く、分枝がある場合は柄の下の方で生じる。多胞子の胞子のう

M. elongata
基部で2-3本に分かれた細長い胞子のう柄の先端に丸くて多胞子の胞子のうをつける。胞子のう胞子は楕円形。
M.verticillata・M. minutissima・M.hyalina・M.epigama・M. zychae・M.beljakowae・M.bainieri・M.verrucosa
- Sect. Stylospora：スチロスポアのみをつける。

M. horticola・M.stylospora・M.zonata・M.humilis・M.verticillata
- Sect. Schmuckeri：単胞子の胞子のうを細い柄の先につける。柄は気中菌糸から密に出る。

M. schmuckeri・M.claussenii・M.camargensis
- Sect. Mortierella：胞子のう柄は太い主軸と細い枝・枝は中程より上で出る

M. reticulata・M. oligospora・M.polycephala・M.echinulata
- Sect.Actinomortierella：胞子のう柄は太い主軸と細い枝・枝は柄の最先端から出る

M. ambigua
胞子のう柄は細長い円錐形、基部には仮根がある。先端は細まって、それから膨らみ、その上に丸い胞子のうをつける。先端の胞子のうが熟して胞子を放出した後、直下の膨らみから横に短い枝が出て、その先に小さい胞子のうができる。ダンゴムシの死体周辺で接合胞子を形成することが知られる。
M.wolfi・M.capitata
- Sect. Spinosa：胞子のう柄は太い主軸がはっきりしない・多胞子の胞子のう

M. pulchella・M.epicladia・M.umbellata・M.parvispora・M.exigua
- Sect. Haprosporangium：胞子のう柄は短く、先が細くなる・胞子のうは1か2胞子

M. bisporalis：Haprosporangium属に含めてあった代表的な種。気中菌糸に一面に胞子のう柄を並べる。胞子のう柄は短く、途中で真横に枝を出す場合がある。柄は先に向かって急に細くなり、球形の胞子のうがつく。胞子のう内部には一個か二個の胞子が入っている。
- Subgenus Micromucor(=Sect. Isabellina)
  - M.ramanniana

isabellina節の代表的な種。現在ではMicromucor ramannianaあるいはUmbelopsis ramannianaとする場合もある。培地上では胞子のう柄を密生した背の低い絨毯のような、赤茶色のコロニーを作る。ほんの小さな柱軸をつける。土壌から普通に出現。
M. nana・M. isabellina・M.vinacea
- Dissophora decumbens

胞子のう柄の先端はどんどん成長しながら、側面に短い柄の先に着いた多胞子の胞子のうをどんどん出す、というもの。

## 関連書籍
- 『クサレケカビのクー』（越智典子文 /伊沢正名写真 /塩田雅紀 絵）たくさんのふしぎ 2006年7月号